# Afrikansk kunst

Afrikansk kunst er billedkunst og arkitektur fra Afrika, eller skabt af afrikanske kunstnere, hvor traditionelle afrikanske motiver indbefatter abstraktion, geometriske figurer, stiliserede menneskefigurer, ansigtsmasker og antik ægyptisk kunst. 

Da det afrikanske kontinent er et af de største i verdenen, spænder afrikansk kunst over et utal af folkeslag, kulturer og tidsaldre fra Marokko til Sydafrika og fra Egypten til Angola, siden 40.000 år gamle hulemalerier op til det 21. århundrede.
Det er især de afrikanske abstrakte motiver, geometrisk stregkunst, farvekontraster og stilrene masker og figurer, der har tiltrukket og inspireret Picasso, Matisse og andre vestlige kunstnere i det 20. århundrede til at skabe kubismen og abstrakt kunst i Vesten, samt inspirerede hele stilarten art deco.

## Generelle motiver, stilarter, materialer
Afrikansk billedkunst indbefatter bl.a. afrikansk brugskunst, skulpturer, malerier, graffiti, tekstiler og påklædning, masker og andre ceremoni-genstande, smykker og juveler, våben, møbler og interiør, arkitektur, video-installationer, film, m.v.
Anden kunst som ikke er direkte billedkunst, såsom afrikansk musik, dans og afrikansk litteratur, omtales separat.
Da Afrika er så stort et kontinent, og kunst og kultur spænder over de utallige folkeslag og områder samt tidsaldre, er forsøg at samle typiske motiver for al afrikansk kunst noget teoretisk. Man kan med lidt forsigtighed sige, at ofte præges traditionel afrikansk kunst af abstrakte motiver, geometriske motiver og streg-kunst, stærkt stiliserede menneske- og dyrefigurer, masker, stiliserede dyremønstre og natur-mønstre samt stærke primærfarver side om side med jordfarver.
Moderne afrikansk kunst kan stadig være traditionelt og skabes nu ikke kun af traditionelt levende folkeslag til eget brug, men også med formål at sælge kunsten i turistik, som er vigtig faktor for økonomien i mange lande. Moderne afrikanske kunstnere bruger både deres kulturarv og nye vestlige indflydelser i deres kunst for at udtrykke sig og gerne kommentere på livets gang i Afrika.
Materialer for afrikansk kunst har siden forhistorien altid været præget af lokale farvepigmenter, lokale træsorter som ibenholt, stenarter og metaller, samt dyreprodukter som elfenben, strudsefjer, antilopehorn, koskind, m.m. De oprindelige farver har været jordfarver, samt sort, rødt og hvidt, og lidt senere også grønt eller blåt, der stilles side om side - i afrikansk kunst synes farvekontrast mere gerne brugt den dag i dag end laveringer og glidende farveovergange.
- Nok folkets terracotta skulptur, 600 år f.v.t. - år 600 e.v.t., Nigeria
- Mambia statuette, Nigeria
- Kong Taharqas sfinks, Nubien
- Nubiske pyramider, Sudan
- Hulemaleri fra Drakensberge, 40.000 år f.v.t., Sydafrika
- Igbo-Ukwu bronzebæger i form af snegleskal med fine støbte detaljer, 9. århundrede, Nigeria

## Historie
Da menneskeheden må siges at oprindeligt stamme fra Afrika, er de ældste eksempler på kunst i verdenen også fundet i Afrika af arkæologer. Hermed er det op til diskussion, om stenværktøjer skabt af homo erectus tæller som brugskunst. Den ældste udformede kunstgenstand fundet hidtil og skabt som æstetisk pynt er afrikanske perler, lavet af muslingeskaller og båret som personlig pynt, der kan dateres til 72.000 år siden. Derudover kan hulemalerier som malerier fra Drakenberg, Sydafrika dateres til omkring 40.000 år siden. Der er også 6000 år gamle udskæringer fundet i Niger. Keopspyramiden i Egypten var verdens højeste arkitektoniske bedrift i 4000 år før Eiffeltårnet blev bygget. Det etiopiske kompleks af monolittiske kirker ved Lalibela regnes også som berømt afrikansk ingeniørbrag, side om side med de nubiske pyramider i Sudan.
Antik ægyptisk kunst er nok det mest berømte af antik afrikansk kunst. Derudover kan der nævnes de fine teracotta skulpturer af Nok folket i Nigeria siden 600 år fvt, eller de detaljerede metalarbejder som brugskunst i bronze skabt af Igbo-Ukwu folket i Nigeria omkring det 9. århundrede. Der opstod også forskellige afrikanske imperier i løbet af tiden, som Ashanti-imperiet, der havde sine særprægede stilarter.
Siden Romerriget og oldgræsk erobring af Egypten, begyndte man i Vesteuropa at opdele afrikansk kultur og derved kunsten i egyptisk og nordafrikansk "hvid" kultur som skarpt adskilt fra resten af det nubiske eller mauriske, "sorte" Afrika, hvor de mørkhudede folkeslag levede. Denne opdeling af hvid nordafrikansk kultur og sort afrikansk kultur fortsatte langt op i det 20. århundrede og blev ydermere forstærket af islams indtog i Nordafrika samt Sahara ørkenen som den typiske grænse for opdelingen. Opdelingen var både enormt chauvinistisk, xenofobisk samt historisk og geografisk forkert, da egyptisk kunst var inspireret af hele det nordafrikanske og østafrikanske område siden antikken og omvendt inspirerede mange folkeslag omkring sig, som kan ses på for eksempel Taharqa kongens sfinks eller de nubiske pyramider i Sudan. Den gamle egyptiske kultur prægedes også siden forhistorisk tid af at hele Nil-dalen og Nordafrika var og stadig er befolket af forskellige oprindelige afrikanske folkeslag, af lokal fauna og flora, som er typisk for Afrika, samt af selve den egyptiske historie, hvor adskillige faraoer og endda faraonske dynastier var mørkhudede.
Under den transatlantiske slavehandelstid og koloniseringen af Afrika blev afrikansk kunst fra sort Afrika set ned på af europæere og blev betegnet som primitiv, samtidig med at man lovpriste gammel egyptisk kunst som interessant, smukt og vigtig for vestlig europæisk kunst.
Men samtidig blev traditionel afrikansk kunst spredt over verdenen med de afrikanske slaver. I dag er man begyndt at studere afrikansk kunsthistorie også som del af national kunsthistorie i Nordamerika, Sydamerika og Karaiberne.
I begyndelsen af det 20. århundrede blev Picasso og andre vestlige kunstnere stærkt påvirket af afrikansk kunst og brugte denne til at bryde med de stive, gammeldags, småborgerlige europæiske normer for kunst. Art Deco blev også forløber til modernismen, inspireret især af afrikansk geometrikunst og egyptisk arkitektur.
I anden halvdel af det 20. århundrede opstod den naivistiske malestil tingatinga i Dar es Salaam i Tanzania, som senere spredte sig til Østafrika.
Moderne kunstnere i hele verdenen inspireres stadig af afrikansk kunst og kultur. Der findes også mange moderne afrikanske kunstnere og kunstnere andre steder i verdenen, som trækker på deres afrikanske arv i deres kunst - her var en af de mest berømte Jean-Michel Basquiat.